# Нове Ктери
Нове Ктери (пол. Nowe Ktery) — село в Польщі, у гміні Кшижанув Кутновського повіту Лодзинського воєводства.
Населення — 132 особи (2011).
У 1975-1998 роках село належало до Плоцького воєводства.

## Демографія
Демографічна структура станом на 31 березня 2011 року:
|          | Загалом | Допрацездатний вік | Працездатний вік | Постпрацездатний вік |
| -------- | ------- | ------------------ | ---------------- | -------------------- |
| Чоловіки | 63      | 5                  | 47               | 11                   |
| Жінки    | 69      | 15                 | 34               | 20                   |
| Разом    | 132     | 20                 | 81               | 31                   |